# Факультет післядипломної освіти ТНМУ
Факультет післядипломної освіти Тернопільського національного медичного університету імені І. Я. Горбачевського — структурний підрозділ Тернопільського національного медичного університету імені І. Я. Горбачевського.

## Історія
26 лютого 1979 р. за наказом МОЗ УРСР на базі Тернопільського державного медичного інституту створено факультет удосконалення лікарів, згодом - факультет післядипломної освіти.
Очолювали факультет: доц. Л.М.Хоромський (1979), канд.мед.наук, доц. М.Герасимець (1979-1980), канд.мед.наук, доц. Є.Стародуб, проф. Л.Охримович (1989-1996), д-р мед.наук, проф. Є.Стародуб (1997-2006), д-р мед.наук, проф. А.Шульгай (2006-2007), д-р мед. наук, проф. Є.Стародуб (2007-2010), д-р мед.наук, проф. М.Гребеник (2010-2013). 
У 2013 р. факультет реорганізовано у Навчально-науковий інститут післядипломної освіти. Директором ННІ став д-р мед. наук, проф. М.Гребеник (2013-2014).
У 2020 році перейменовано у факультет післядипломної освіти.

## Керівництво
Декан факультету післядипломної освіти - кандидат медичних наук, доцент Роман Васильович Свистун (очолює з 2014 р.) 
завідувач інтернатурою — доцент Ярослав Миронович Кіцак,
провідний спеціаліст сектору сприяння працевлаштуванню випускників — Михайло Борисович Найда,
інспектори: Наталія Романівна Геть, Ольга Орестівна Мишкович, Наталія Ярославівна Пораденко.

## Кафедри

### Кафедра хірургії ФПО

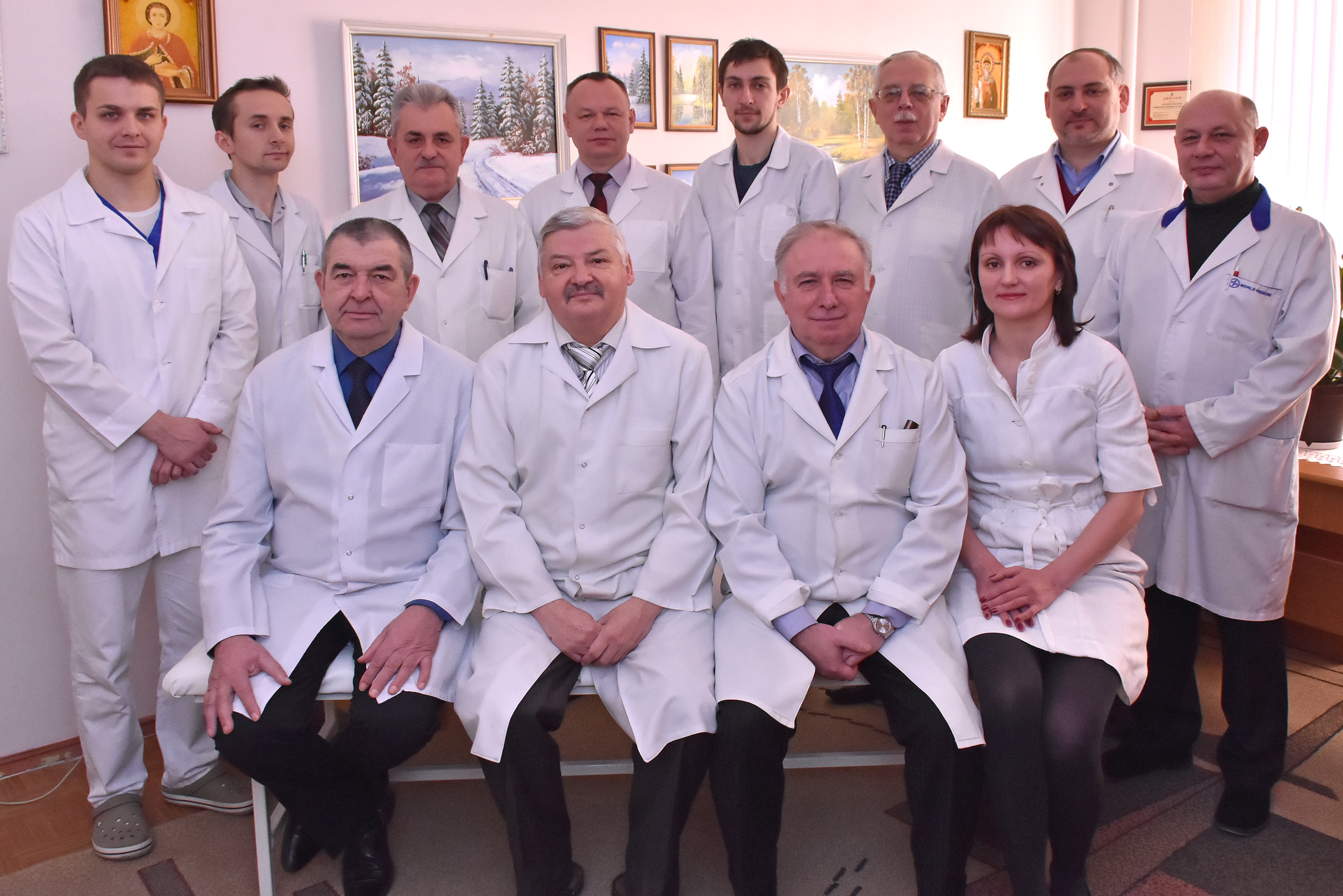
Кафедра хірургії ННІ післядипломної освіти, січень 2017

Кафедра хірургії факультету удосконалення лікарів при Тернопільському медичному інституті створена 1 травня 1979 року за наказом Міністерства охорони здоров'я України № 126 від 26 лютого 1979 року.
Завідувачі кафедри:
- А. Гаджієв, доктор медичних наук, професор — 1979—1980,
- Володимир Микуляк, доктор медичних наук, професор — 1980—1985,
- Леонід Хоромський, доктор медичних наук, професор — 1985—1992,
- Ігор Дзюбановський, доктор медичних наук, професор — 1992—1994,
- Олег Кіт, доктор медичних наук, професор — 1995—1997,
- Ігор Дзюбановський, доктор медичних наук, професор — 1998—2012,
- Володимир Гощинський, доктор медичних наук, професор — 2012—2014,
- Ігор Дзюбановський, доктор медичних наук, професор — від червня 2014.

Колектив кафедри (станом на січень 2021): професори — доктори медичних наук Ігор Дзюбановський, Володимир Гощинський, Володимир Бігуняк, Володимир Бенедикт, Володимир П'ятночка, доценти - кандидати медичних наук Юрій Герасимець, Роман Свистун, Костянтин Поляцко, асистенти — кандидати медичних наук І. Зима, І. Бобяк, А.Продан.

### Кафедра терапії і сімейної медицини ФПО
Кафедра терапії факультету вдосконалення лікарів створена Наказом МОЗ УРСР у травні 1979 року на базі Тернопільської обласної клінічної лікарні.
У січні 1997 року до кафедри терапії приєжднали кафедру кардіології, що функціонувала з 1987 року. У 2002 році кафедра перейменована на кафедру терапії і сімейної медицини. Кафедра розташована на базі Тернопільської міської комунальної лікарні № 2.
Завідувачі кафедри:
- Соломон Вайнштейн, доктор медичних наук, професор — 1979—1988,
- Євген Стародуб, доктор медичних наук, професор — 1988—2010,
- Мар'ян Гребеник, доктор медичних наук, професор — від 1 січня 2010.

Колектив кафедри (станом на січень 2021): професор, доктор медичних наук Мар'ян Гребеник, доценти — кандидати медичних наук Тетяна Лазарчук, Євген Бузько, Сергій Бутвин, Людмила Зоря, Світлана Шостак, Ольга Криськів, асистенти — кандидати медичних наук Лілія Зелененька, Вікторія Микуляк, Оксана Коцюба, Олена Левчик, Юлія Якимчук, старший лаборант — Ольга Базар.

### Кафедра педіатрії ФПО
Кафедра педіатрії створена в серпні 1979 року.
Кафедра розташована на базі Тернопільської міської дитячої комунальної лікарні.
Завідувачі кафедри:
- Євген Бузько, кандидат медичних наук, доцент — серпень 1979 — серпень 1984,
- Надія Ходорчук, кандидат медичних наук, доцент — серпень 1984 — березень 1985,
- Лідія Слободян, доктор медичних наук, професор — березень 1985 — січень 1997,
- Валентина Лобода, кандидат медичних наук, доцент — січень 1997 — грудень 2001,
- Наталія Банадига, доктор медичних наук, професор — від грудня 2001.

Колектив кафедри (станом на січень 2021): професор — доктор медичних наук Наталія Банадига, доцент — кандидат медичних наук Ігор Рогальський, асистент, кандидат медичних наук Ольга Дутчак, лаборанти — Ольга Жук, аспірант — Станіслава Волошин, клінічний ординатор — Ірина Медецька.

### Кафедра акушерства та гінекології ФПО
Кафедра акушерства та гінекології заснована 3 травня 1979 року. Організувала кафедру кандидат медичних наук, доцент Г. Борсук.
Базою кафедри є пологовий будинок з гінекологічним відділення Тернопільської міської комунальної лікарні № 2.
Завідувачі кафедри:
- Мікрона Розуменко, доктор медичних наук, професор — вересень 1979 — 1987,
- Микола Жиляєв, доктор медичних наук, професор — 1988—1998,
- Ніна Олійник, доктор медичних наук, професор — 1998—2001,
- Алла Бойчук, доктор медичних наук, професор — від 2001.

Колектив кафедри (станом на січень 2021): професор — доктор медичних наук Алла Бойчук, доценти — кандидати медичних наук Валентина Коптюх, Оксана Хлібовська, Валентина Шадріна, Богдан Бегош, Віктор Сопель, старший лаборанти — Тетяна Бідула, докторант — кандидат медичних наук Ірина Нікітіна.

### Кафедра фармації ФПО
Кафедра фармації заснована 2 вересня 2013 року.
Завідувачі кафедри:
- Людмила Фіра, доктор біологічних наук, професор — від 2013.

Колектив кафедри (станом на січень 2021): професори — доктори медичних наук Людмила Фіра, доценти — кандидат хімічних наук Людмила Вронська, кандидати фармацевтичних наук Мар'яна Чубка, Володимир Підгірний, Оксана Онишків, старший лаборант — Олеся Линда.

### Кафедра стоматології ФПО
Кафедра стоматології створена 27 серпня 2013 року.
Завідувачі кафедри:
- Степан Черкашин, доктор медичних наук, професор — від 2013—2019.
- Віталій Щерба - доктор медичних наук, доцент — від 2019 р.

Колектив кафедри (станом на січень 2021): кандидати медичних наук, доценти — Володимир Мачоган, Оксана Лебідь, Галина Стойкевич, Віталій Лучинський, Катерина Дуда, Богдан Паласюк, асистенти — Ірина Яворська-Скрабут, Андрій Цвинтарний .